# Rudolf Reichling
Rudolf Reichling   (Zúric, 23 de setembre de 1924 - Stäfa, 23 de novembre de 2014) fou un remer i polític suís que va competir durant la dècada de 1940.
Com a remer, el 1948 va prendre part en els Jocs Olímpics de Londres, on guanyà la medalla de plata en la prova del quatre amb timoner del programa de rem. Formà equip amb Erich Schriever, Emil Knecht, Pierre Stebler i André Moccand.
Com a polític fou president del Consell Nacional de Suïssa entre 1987 i 1988, entre molts d'altres càrrecs polítics i de responsabilitat.